# کارل ام. بندر
 کارل ام بِندر (انگلیسی: Carl M. Bender؛ زاده ۱۹۴۳) یک فیزیک‌دان اهل ایالات متحده آمریکا است. او در دانشگاه واشینگتن در سن‌لوئیس با سمت استادی فیزیک تدریس می‌کند و از ۱۹۶۹ تا ۱۹۷۰ محقق مهمان مؤسسه مطالعات پیشرفته بوده است. پژوهش‌های بندر روی مکانیک کوانتومی و نظریه میدان‌های کوانتومی متمرکز بوده است. از ۱۹۹۸ کار او پژوهش در زمینه تازه‌ای از فیزیک که مکانیک کوانتومی متقارن پی‌تی (پی‌تی‌کیوام) خوانده می‌شود، است. او سخنرانی‌های عمومی متعددی در مورد مکانیک کوانتومی، نظریه میدان‌های کوانتومی، سیاه‌چاله، گرمایش جهانی و فیزیک نظری ایراد کرده است. او متخصص بعدهای پایین‌تر نظریه میدان‌های کوانتومی است که بندر آن را «فیزیک کوانتوم به سبک کانتری» می‌خواند.

## جوایز
او در سال ۲۰۰۳ به خاطر تحقیقاتش در بعدهای پایین‌تر نظریه میدان‌های کوانتومی برنده کمک‌هزینه گوگنهایم شده است. او در ۱۹۷۸ به عضویت انجمن فیزیک آمریکا درآمد. او در سال ۲۰۱۷ برنده جایزه دنی هینمن در فیزیک ریاضی شد.